# Cave of Forgotten Dreams
Cave of Forgotten Dreams è un film documentario del 2010 diretto da Werner Herzog. 
Girato in 3D, tratta della Grotta Chauvet nell'Ardèche, in Francia, nota per conservare i più antichi dipinti dell'umanità, risalenti a 32.000 anni fa. Il documentario è stato presentato nel settembre 2010 al Toronto International Film Festival ed è stato distribuito in Italia da Movies Inspired.